# جشنواره سینمایی سپاس
جشنواره فیلم سپاس، یک جشنواره فیلم غیردولتی ایرانی بود که در سال ۱۳۴۷ به‌دست علی مرتضوی با همه‌پرسی از خوانندگان مجلهٔ فیلم و هنر آغاز به کار کرد و نخستین مراسم آن در سیزده خرداد ۱۳۴۸ در سینما کاپری آغاز به کار کرد و تا پیش از انقلاب ۱۳۵۷ ایران، با همکاری وزارت فرهنگ و هنر برگزار می‌شد. در جشنواره فیلم سپاس، تنها فیلم‌های ایرانی، نمایش داده می‌شدند و به بهترین‌های سینمای ایران، «جایزهٔ سپاس» اهدا می‌شد.
در آئین‌نامه این جشنواره زمان برگزاری اردیبهشت هر سال و زیر نظر وزارت فرهنگ و هنر وقت در تهران ذکر شده بود و هدف اصلی آن بزرگداشت و تشویق دست‌اندرکاران صنعت سینمای ملی، و در معرض داوری قرار دادن فیلم‌های ارزنده ایرانی بود تا با اهدای جایزه سپاس، سبب پیشرفت بیش‌تر صنعت سینمای ملی ایران شود. جشنواره سپاس در شش دوره از سال ۱۳۴۸ تا سال ۱۳۵۳ برگزار شد. این جشنواره تنها به مدت شش دوره برگزار شد ولی به دلیل کیفیت رو به رشد برنامه و فیلم‌های از جشنواره‌های معتبر داخلی در ایران بود و رقیب و همتایی برای جشنواره مهم دولتی تبدیل می‌شد.
هیئت داوران ۵ یا ۷ نفره در هریک از این ۱۵ رشته، بهترین را نمایش و جایزه سپاس اهدا می‌کردند، ۳ جایزه سپاس طلا، نقره و برنز به بهترین فیلم‌های سال، بهترین کارگردانی، فیلم‌بردار رنگی و سیاه و سفید، فیلمنامه، موسیقی متن، بازیگر زن و مرد نقش اول و دوم، و به بهترین آثار ۸ و ۱۶ و ۳۵ میلی‌متری کوتاه تعلق می‌گرفت.

## دوره‌ها
| سال  | دوره  |
| ---- | ----- |
| ۱۳۴۸ | اول   |
| ۱۳۴۹ | دوم   |
| ۱۳۵۰ | سوم   |
| ۱۳۵۱ | چهارم |
| ۱۳۵۲ | پنجم  |
| ۱۳۵۳ | ششم   |